# Luizão
Luizão (n. 14 noiembrie 1975, Rubineia, São Paulo, Brazilia) este un fost fotbalist brazilian.

## Statistici
| Brazilia | Brazilia | Brazilia |
| An       | Meciuri  | Goluri   |
| -------- | -------- | -------- |
| 1996     | 1        | 1        |
| 1997     | 0        | 0        |
| 1998     | 0        | 0        |
| 1999     | 0        | 0        |
| 2000     | 1        | 0        |
| 2001     | 3        | 2        |
| 2002     | 7        | 1        |
| Total    | 12       | 4        |